# 斎藤正久 (海軍軍人)
斎藤 正久（さいとう まさひさ、1897年7月20日 - 1996年6月5日）は、日本の海軍軍人。最終階級は海軍大佐。

## 経歴
宮城県出身。商業・斎藤庄吉の息子として生まれる。旧制古川中学校（現：宮城県古川高等学校）を経て、1919年（大正8年）10月、海軍兵学校（47期）卒業。1920年（大正9年）8月、海軍少尉任官。1923年（大正12年）11月、第8期航空術学生卒。
1925年（大正14年）12月、海軍大尉に昇進し空母「鳳翔」乗組となる。この補職は、当時特別に技量優秀でなければ難しいとされた空母への着艦が努力次第で可能であることを証明するためであり、相婿である、山本五十六の推薦であった。斎藤は同時に推薦された三和義勇とともに任務を成功させた。その後、「鳳翔」分隊長、霞ヶ浦海軍航空隊分隊長、「鳳翔」分隊長を経て霞ヶ浦空飛行隊長に就任。
1931年（昭和6年）12月、海軍少佐に進級。
1934年（昭和9年）1月から5月までアメリカに出張。同年11月、「龍驤」飛行長に転じ、「赤城」飛行長、海軍航空本部技術部部員を歴任。
1936年（昭和11年）12月、海軍中佐に昇進。
1937年（昭和12年）7月、横須賀海軍航空隊教官に就任し、第十五航空隊副長、霞ヶ浦空付、同飛行長、大村海軍航空隊参謀副長、木更津海軍航空隊副長を歴任。1941年（昭和16年）10月、海軍大佐に進級し台南海軍航空隊司令に転じ、太平洋戦争を迎える。台南空は多くのエースパイロットを擁して南方攻略戦の成功に貢献し、ラバウル航空戦を戦った。
1942年（昭和17年）12月、航空本部員に異動。
1944年（昭和19年）1月、航空本部教育部第1課長に転じ、第二二一海軍航空隊司令、第二五二海軍航空隊司令を経て、1945年（昭和20年）6月、横須賀空付となり終戦を迎えた。同年11月、予備役編入。

## 親族
妻の十美は、山本五十六の妻である礼子の妹。